# Landkreis Emmendingen
Der Landkreis Emmendingen ist ein Landkreis in Baden-Württemberg. Er gehört zum Verband Region Südlicher Oberrhein im Regierungsbezirk Freiburg.

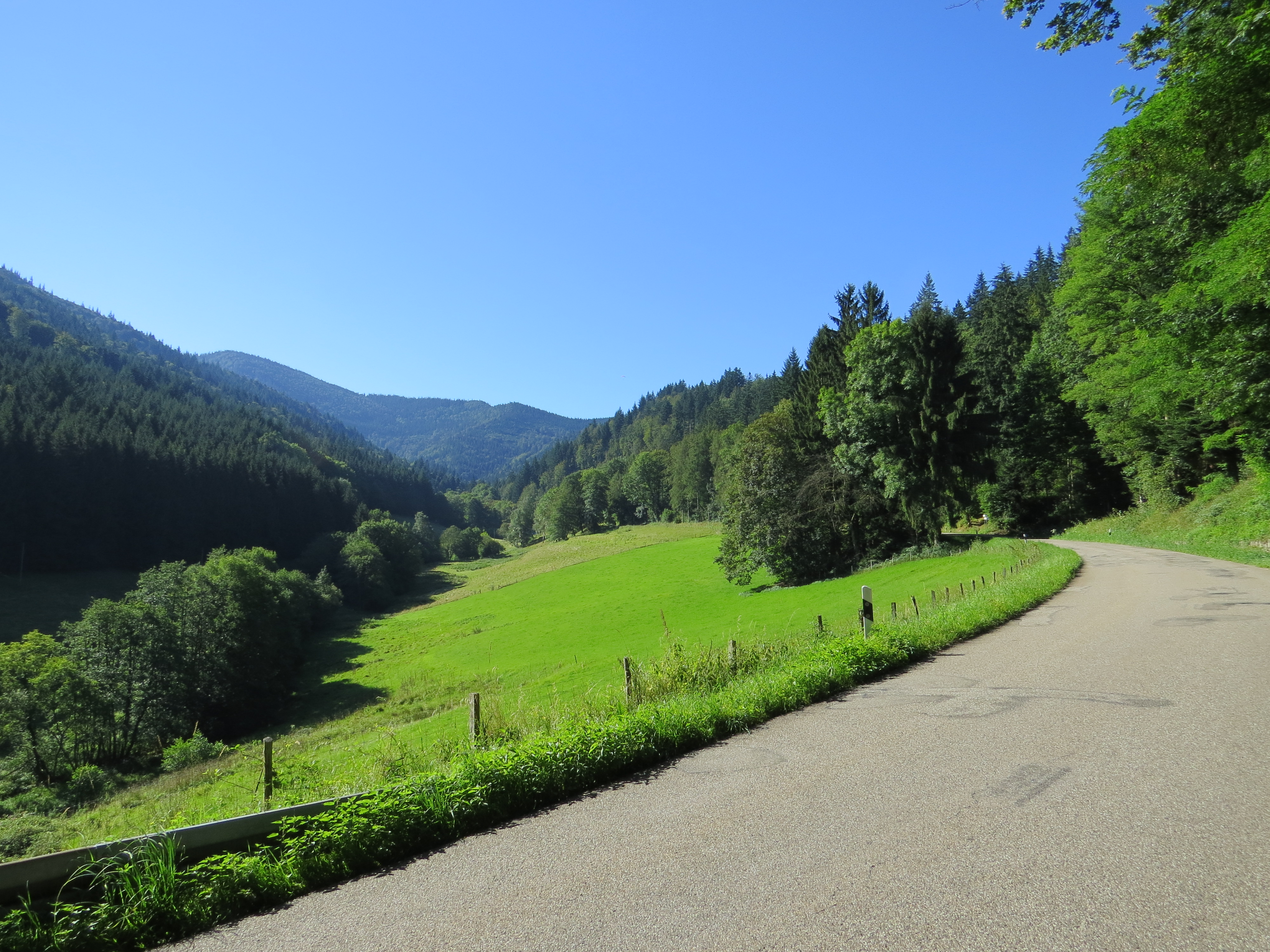
Kandelstraße im Altersbachtal

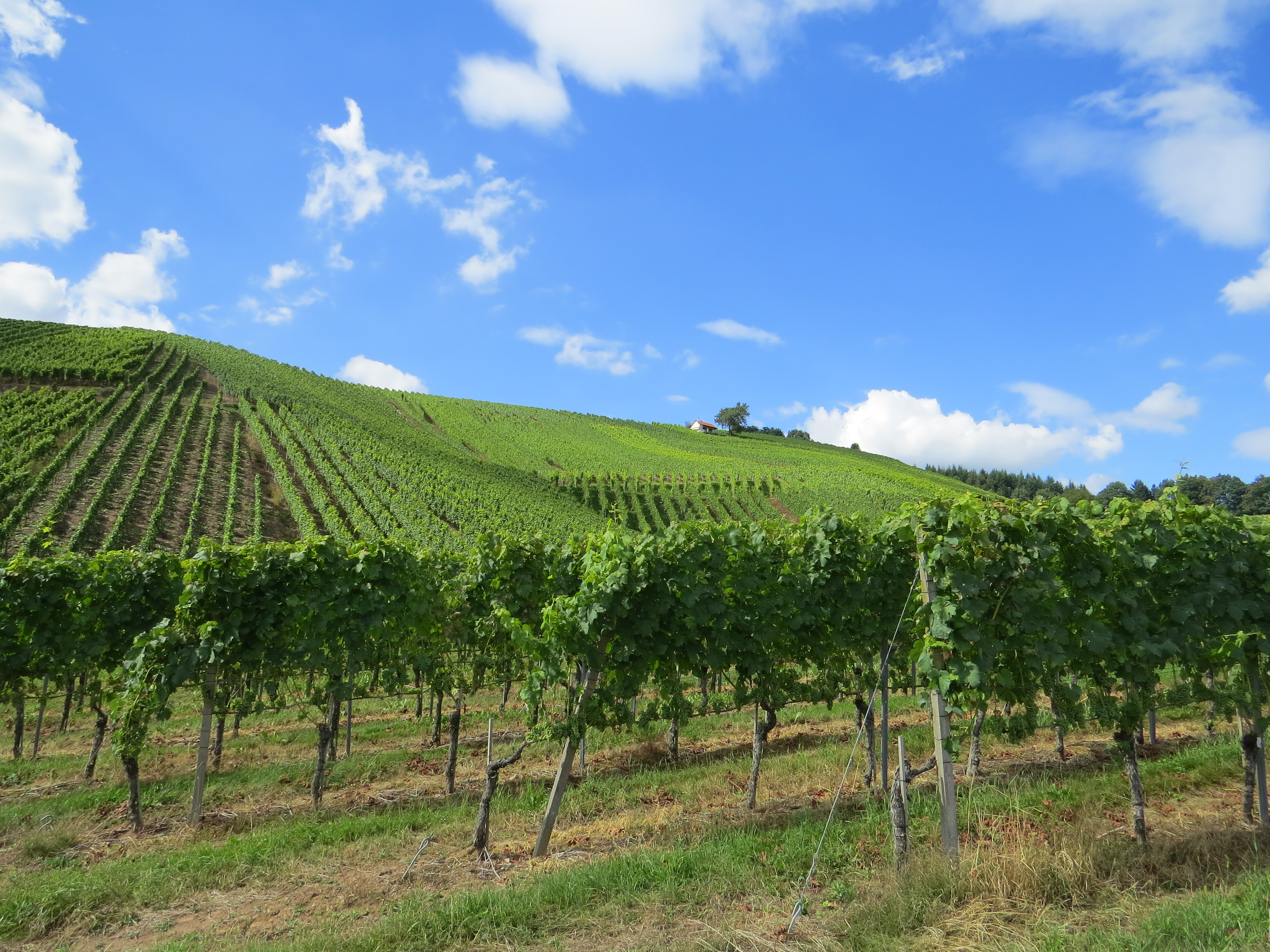
Weinberg westlich von Waldkirch

## Geographie

### Lage
Der Landkreis Emmendingen hat Anteil an der Oberrheinischen Tiefebene und am Schwarzwald. Hier gehört vor allem das Tal der Elz, welche ein rechter Nebenfluss des Rheins ist, zum Kreisgebiet. Die höchste Erhebung ist der Kandel mit 1241,3 m ü. NHN. Von dessen Gipfel sind es über 1000 Meter Höhenunterschied bis zur tiefsten Stelle mit 161,4 m ü. NHN in den Altrheinauen auf der Gemarkung Rheinhausen im Breisgau.

### Nachbarkreise
Der Landkreis grenzt im Uhrzeigersinn im Norden beginnend an den Ortenaukreis, an den Schwarzwald-Baar-Kreis, an den Landkreis Breisgau-Hochschwarzwald sowie an den Stadtkreis Freiburg im Breisgau. Im Westen bildet der Rhein die natürliche Grenze zu Frankreich mit dem dortigen Arrondissement Sélestat-Erstein innerhalb des Départements Bas-Rhin.

### Flächenaufteilung
Nach Daten des Statistischen Landesamtes, Stand 2015.

### Naturschutz
Der Landkreis Emmendingen besitzt folgende 19 Naturschutzgebiete. Nach der Schutzgebietsstatistik der Landesanstalt für Umwelt, Messungen und Naturschutz Baden-Württemberg (LUBW) stehen 3.869,66 Hektar der Kreisfläche unter Naturschutz, das sind 5,69 Prozent.
1. Amolterer Heide: 11,2 ha; Stadt Endingen am Kaiserstuhl – Gemarkung Amoltern
2. Brai: 6,9 ha; Gemeinde Biederbach – Gemarkung Biederbach
3. Elzwiesen: 410,8 ha (davon 281,5 ha im Landkreis Emmendingen); Gemeinde Rheinhausen im Breisgau und Stadt Kenzingen
4. Erletal: 2,3 ha; Stadt Endingen am Kaiserstuhl – Gemarkung Endingen
5. Häuslematt: 7,2 ha (davon 6,9 ha im Landkreis Emmendingen); Gemeinde Simonswald – Gemarkung Obersimonswald
6. Hochberg: 0,7 ha; Gemeinde Sasbach am Kaiserstuhl – Gemarkung Jechtingen
7. Johanniterwald: 57,5 ha; Stadt Kenzingen und Gemeinde Rheinhausen im Breisgau – Gemarkung Oberhausen
8. Kohlersloch: 18,2 ha; Stadt Elzach – Gemarkung Prechtal
9. Kostgefäll: 447,5 ha; Gemeinde Simonswald – Gemarkung Haslachsimonswald
10. Kreuzmoos: 5,4 ha; Gemeinden Gutach im Breisgau und Freiamt
11. Limberg: 29,4 ha; Gemeinde Sasbach am Kaiserstuhl
12. Prechtaler Schanze-Ecklesberg: 230,2 ha; Stadt Elzach – Gemarkung Prechtal
13. Rheinniederung Wyhl-Weisweil: 1407,8 ha; Gemeinden Sasbach am Kaiserstuhl, Weisweil, Wyhl, Rheinhausen
14. Rohrhardsberg-Obere Elz: 558,1 ha (davon 37,8 ha im Landkreis Emmendingen); Stadt Elzach und Gemeinde Simonswald
15. Steinbruch Ehrleshalden: 6,5 ha; Stadt Herbolzheim
16. Taubergießen: 1697,0 ha (davon 347,3 ha im Landkreis Emmendingen); Gemeinde Rheinhausen
17. Teninger Unterwald: 52,8 ha; Gemeinde Teningen
18. Yacher Zinken: 873,0 ha; Stadt Elzach – Gemarkung Yach
19. Zweribach: 95,5 ha (davon 49,6 ha im Landkreis Emmendingen); Gemeinde Simonswald – Gemarkungen Obersimonswald und Wildgutach

## Geschichte

### Bezirksamt Emmendingen
Im 18. Jahrhundert gehörte der Raum Emmendingen zum badischen Oberamt Hochberg. Seit 1806 gehörte das Oberamt zum Großherzogtum Baden und dort seit 1807 zur Provinz des Oberrheins. Im Organisationsrescript vom 26. November 1809 wurde aus einem Teil des Oberamtes Hochberg das neue Amt Emmendingen gebildet, das dem neuen Dreisamkreis zugeordnet wurde. Das Amt Emmendingen wurde 1810 um die Orte Bötzingen, Eichstetten und Oberschaffhausen sowie 1813 um den Ort Bahlingen des Amtes Endingen vergrößert. 1819 erhielt das Amt weiteren Zuwachs mit den Orten Denzlingen, Holzhausen und Reute aus dem Landamt Freiburg und dem Ort Heimbach aus dem Amt Kenzingen. Das Bezirksamt Emmendingen gehörte ab 1832 zum Oberrheinkreis und seit 1864 zum Kreis Offenburg im Landeskommissärbezirk Freiburg.
Am 1. Mai 1872 wurde das Bezirksamt Emmendingen um die Stadt Endingen sowie Gemeinden Amoltern, Forchheim, Hecklingen, Riegel am Kaiserstuhl, Weisweil und Wyhl am Kaiserstuhl des aufgelösten Bezirksamtes Kenzingen vergrößert. Diese waren zuvor bei der Auflösung des Amtes Endingen 1819 mit Ausnahme von Weisweil zum Bezirksamt Kenzingen gekommen, Weisweil war schon 1813 vom Amt Endingen zum Bezirksamt Kenzingen gewechselt. 1879 wechselten Kenzingen sowie die übirgen ehemaligen Gemeinden des Bezirksamts Kenzingen Bleichheim, Bombach, Broggingen, Herbolzheim, Niederhausen, Nordweil, Oberhausen, Tutschfelden und Wagenstadt, die bei der Auflösung 1872 dem Bezirksamt Ettenheim zugeschlagen worden waren, in das Bezirksamt Emmendingen.
Am 1. April 1924 wechselten die Gemeinden Bischoffingen, Jechtingen, Kiechlinsbergen, Königschaffhausen, Leiselheim und Sasbach des aufgelösten Bezirksamtes Breisach in das Bezirksamt Emmendingen. Am 1. Oktober 1936 wurden auch die meisten Gemeinden des aufgelösten Bezirksamtes Waldkirch eingegliedert; gleichzeitig wechselten die Gemeinden Bischoffingen, Bötzingen, Eichstetten, Holzhausen, Jechtingen, Kiechlinsbergen und Leiselheim aus dem Bezirksamt Emmendingen zum Bezirksamt Freiburg.

### Landkreis Emmendingen
Seit dem 1. Januar 1939 hieß das Bezirksamt Emmendingen Landkreis Emmendingen. Am 1. April 1939 wechselte die Gemeinde Prechtal aus dem Landkreis Emmendingen in den Landkreis Wolfach.
Bei der Kreisreform erhielt der Landkreis am 1. Januar 1973 die Gemeinde Jechtingen des aufgelösten Landkreises Freiburg. Durch weitere Gemeindereformen erfuhr er am 1. Januar 1974 (Kiechlinsbergen, wurde am selben Tag in die Stadt Endingen am Kaiserstuhl eingegliedert) und am 1. April 1974 (Leiselheim, das in Sasbach aufging) einen geringen Zuwachs am nordwestlichen Kaiserstuhl. Die ursprünglich Absicht, den Landkreis Emmendingen mit dem Landkreis Lahr zu vereinigen, wurde nicht realisiert.
Nach Abschluss der Gemeindereform umfasst der Landkreis Emmendingen 24 Gemeinden, darunter sechs Städte und hiervon wiederum eine Große Kreisstadt (Emmendingen). Die Stadt Waldkirch hat 2003 die Grenze von 20.000 Einwohnern überschritten und wurde mit Wirkung zum 1. Januar 2009 die zweite Große Kreisstadt im Landkreis Emmendingen. Größte Stadt ist Emmendingen, kleinste Gemeinde ist Forchheim/Kaiserstuhl.

### Einwohnerstatistik

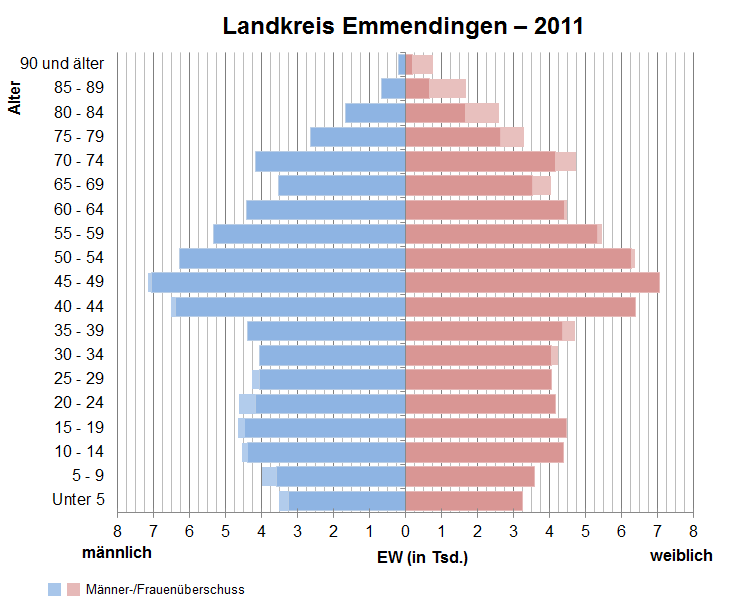
Bevölkerungspyramide für den Kreis Emmendingen (Datenquelle: Zensus 2011.)

Die Einwohnerzahlen sind Volkszählungsergebnisse (¹) oder amtliche Fortschreibungen des Statistischen Landesamts Baden-Württemberg (nur Hauptwohnsitze).

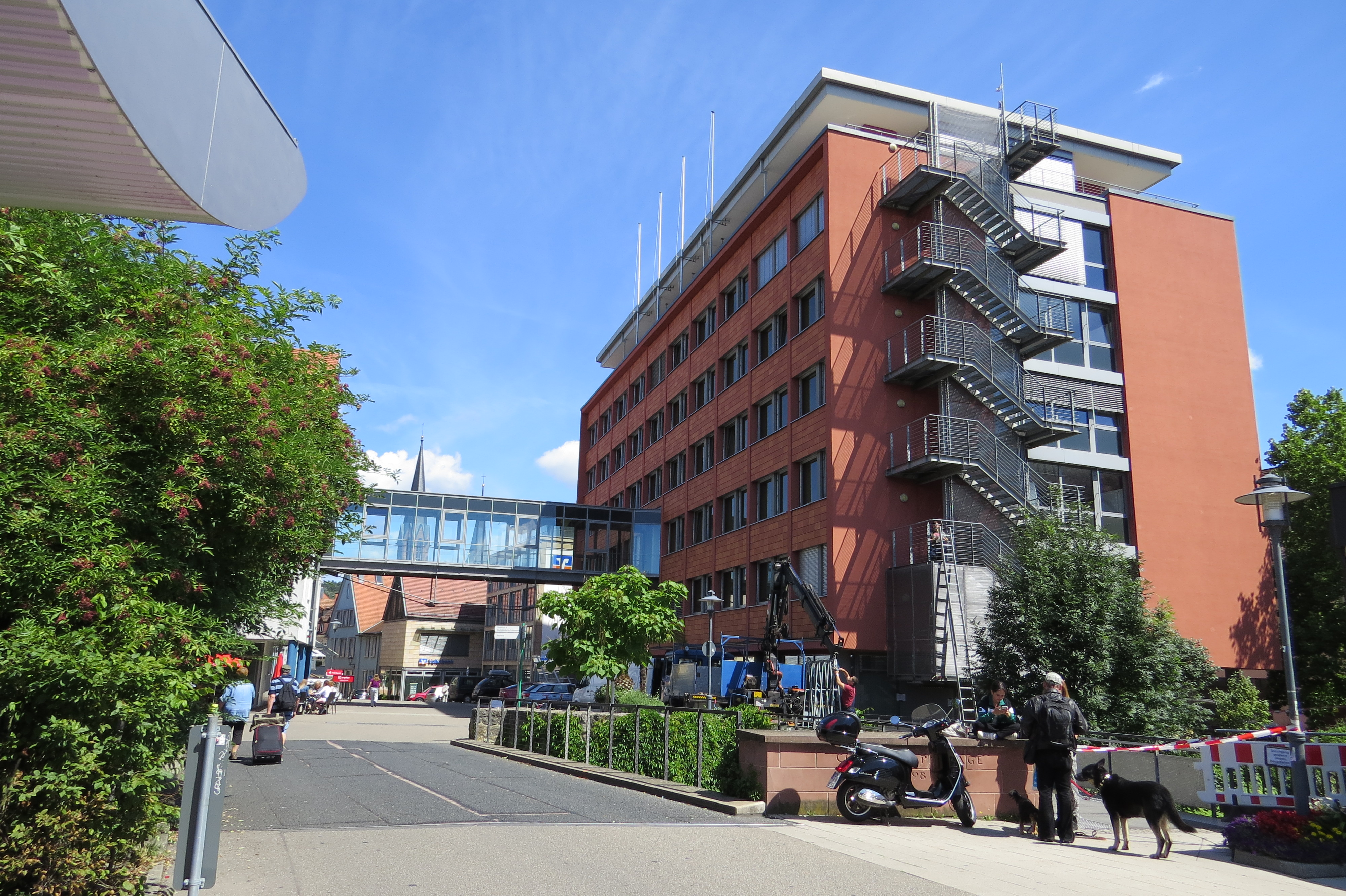
Landratsamt Emmendingen

| Datum             | Einwohner |
| ----------------- | --------- |
| 31. Dezember 1973 | 128.241   |
| 31. Dezember 1975 | 129.402   |
| 31. Dezember 1980 | 131.893   |
| 31. Dezember 1985 | 134.793   |
| 25. Mai 1987 ¹    | 132.508   |
| 31. Dezember 1990 | 139.248   |

| Datum             | Einwohner |
| ----------------- | --------- |
| 31. Dezember 1995 | 146.418   |
| 31. Dezember 2000 | 151.414   |
| 31. Dezember 2005 | 156.728   |
| 31. Dezember 2010 | 158.342   |
| 31. Dezember 2015 | 162.082   |
| 31. Dezember 2020 | 166.862   |
| 31. Dezember 2022 | 170.996   |
| 31. Dezember 2023 | 172.392   |

### Konfessionsstatistik
Gemäß dem Zensus 2022 waren 37,7 % der Einwohner katholisch, 25,1 % evangelisch, und 37,3 % waren konfessionslos, gehörten einer anderen Glaubensgemeinschaft an oder machten keine Angabe.

## Politik
Der Landkreis wird vom Kreistag und vom Landrat verwaltet.

### Kreistag
Der Kreistag wird von den Wahlberechtigten im Landkreis auf fünf Jahre gewählt. Die Kommunalwahl am 9. Juni 2024 führte zu dem in den Diagrammen dargestellten Ergebnis:
- LISA: 1
- PARTEI: 0
- SPD: 8
- Grüne: 8
- UB/ÖDP: 2
- FDP: 1
- FW: 14
- CDU: 14
- AfD: 5

Ergebnisse der Kreistagswahlen seit 1989
| Parteien und Wählergemeinschaften | Parteien und Wählergemeinschaften                                                             | % 2024  | Sitze 2024 | % 2019  | Sitze 2019 | % 2014  | Sitze 2014 | % 2009 | Sitze 2009 | % 2004 | Sitze 2004 | % 1999 | Sitze 1999 | % 1994 | Sitze 1994 | % 1989 | Sitze 1989 |
| FW                                | Freie Wähler e. V.                                                                            | 27,17   | 14         | 19,96   | 11         | 23,27   | 12         | 25,6   | 13         | –      | –          | –      | –          | –      | –          | –      | –          |
| CDU                               | Christlich Demokratische Union Deutschlands                                                   | 26,53   | 14         | 26,47   | 14         | 30,30   | 16         | 30,2   | 15         | 34,5   | 19         | 37,5   | 19         | 30,5   | 15         | 32,4   | 16         |
| SPD                               | Sozialdemokratische Partei Deutschlands                                                       | 14,72   | 8          | 15,95   | 9          | 21,57   | 11         | 21,6   | 10         | 21,5   | 11         | 24,8   | 12         | 26,4   | 13         | 28,5   | 14         |
| GRÜNE                             | Bündnis 90/Die Grünen                                                                         | 14,68   | 8          | 19,57   | 10         | 16,51   | 9          | 13,0   | 6          | 12,8   | 6          | 9,2    | 4          | 13,0   | 6          | 10,4   | 5          |
| AfD                               | Alternative für Deutschland                                                                   | 8,68    | 5          | 4,12    | 2          | 1,94    | 1          | –      | –          | –      | –          | –      | –          | –      | –          | –      | –          |
| UB/ÖDP                            | Unabhängige Bürger/Ökologisch-Demokratische Partei                                            | 3,38    | 2          | 4,34    | 2          | 1,60    | 1          | –      | –          | –      | –          | –      | –          | –      | –          | –      | –          |
| FDP                               | Freie Demokratische Partei                                                                    | 2,80    | 1          | 8,29    | 4          | 4,80    | 2          | 9,6    | 4          | 6,0    | 3          | 4,6    | 2          | 6,5    | 3          | 10,1   | 5          |
| LISA                              | Links-Sozial-Anders                                                                           | 1,51    | 1          | 1,31    | 1          | –       | –          | –      | –          | –      | –          | –      | –          | –      | –          | –      | –          |
| PARTEI                            | Partei für Arbeit, Rechtsstaat, Tierschutz, Elitenförderung und basisdemokratische Initiative | 0,52    | –          | –       | –          | –       | –          | –      | –          | –      | –          | –      | –          | –      | –          | –      | –          |
| WG*                               | Wählervereinigungen                                                                           | –       | –          | –       | –          | –       | –          | –      | –          | 25,2   | 13         | 23,9   | 12         | 22,9   | 11         | 18,7   | 9          |
| Sonst.                            | Sonstige                                                                                      | –       | –          | –       | –          | –       | –          | –      | –          | –      | –          | –      | –          | 0,6    | –          | –      | –          |
| Gesamt                            | Gesamt                                                                                        | 100     | 53         | 100     | 53         | 100     | 52         | 100    | 48         | 100    | 52         | 100    | 49         | 100    | 48         | 100    | 49         |
| Wahlbeteiligung                   | Wahlbeteiligung                                                                               | 64,93 % | 64,93 %    | 62,07 % | 62,07 %    | 51,55 % | 51,55 %    | 53,5 % | 53,5 %     | 54,7 % | 54,7 %     | 55,1 % | 55,1 %     | 68,1 % | 68,1 %     | 64,1 % | 64,1 %     |

* Wählervereinigungen von 1989 bis 2004 nicht auf einzelne Wählergruppen aufgeschlüsselt

### Landrat
Der Landrat wird vom Kreistag auf fünf Jahre gewählt. Er ist gesetzlicher Vertreter und Repräsentant des Landkreises sowie Vorsitzender des Kreistags und seiner Ausschüsse. Er leitet das Landratsamt und ist Beamter des Kreises. Zu seinem Aufgabengebiet zählen die Vorbereitung der Kreistagssitzungen sowie seiner Ausschüsse. Er beruft Sitzungen ein, leitet diese und vollzieht die dort gefassten Beschlüsse. In den Gremien hat er kein Stimmrecht. Sein Stellvertreter ist der Erste Landesbeamte.
Die Oberamtmänner bzw. Landräte des Bezirksamts bzw. Landkreises Emmendingen seit 1810
| Amtszeit  | Amtsinhaber                    | Bemerkung                |
| --------- | ------------------------------ | ------------------------ |
| 1810–1816 | Friedrich August Roth          |                          |
| 1816–1818 | Karl Ludwig Barck              |                          |
| 1819–1823 | Carl Deimling                  |                          |
| 1823–1834 | Karl von Stößer                |                          |
| 1834–1842 | Conrad Ludwig Rettig           |                          |
| 1842–1847 | Philipp Pfeiffer               |                          |
| 1847–1849 | Ignaz Fränzinger               |                          |
| 1849–1849 | Georg Wolf                     | provisorisch             |
| 1850–1874 | Gustav Adolph Fingado          |                          |
| 1874–1884 | Leopold Otto                   |                          |
| 1884–1890 | Ludwig von Theobald            |                          |
| 1890–1908 | Ludwig Salzer                  |                          |
| 1908–1913 | Hermann Kiefer                 |                          |
| 1913–1926 | Karl Baur                      |                          |
| 1926–1849 | Alexander Schaible             |                          |
| 1927–1930 | Ernst Frech                    |                          |
| 1931–1945 | Alfred Hagenunger              |                          |
| 1945–1849 | Wolfgang Bechtold              | kurzzeitig kommissarisch |
| 1945–1946 | Hubert Schnekenburger          |                          |
| 1946–1849 | Ludwig Seiterich               | kommissarisch            |
| 1946–1948 | Viktor Huber von Gleichenstein |                          |
| 1948–1849 | Walther Fürst                  | Amtsverweser             |
| 1949–1953 | Alfons Oswald                  |                          |
| 1953–1970 | Kurt Wehrle                    |                          |
| 1970–1983 | Lothar Mayer                   |                          |
| 1983–2003 | Volker Watzka                  |                          |
| seit 2003 | Hanno Hurth                    |                          |

### Wappen und Flagge
Das Wappen des Landkreises Emmendingen zeigt in gespaltenem und halb geteiltem Schild vorn in Gold einen roten Schrägbalken; hinten oben in Silber einen schwarzen Sechsberg, unten in Blau einen silbernen Flug. Das Wappen wurde am 5. November 1956 vom Innenministerium Baden-Württemberg verliehen.
Das Wappen symbolisiert die Herrschaften, die sich das Kreisgebiet in früheren Jahrhunderten teilten, Baden-Hachberg (Schrägbalken), die Herren von Schwarzenberg („Schwarzer Berg“) und die Herren von Üsenberg (Flug).
Die Flaggenfarben des Landkreises Emmendingen sind Rot-Gelb und wurden am 23. Januar 1989 vom Regierungspräsidium Freiburg verliehen, es werden aber auch Flaggen mit der Farbfolge Gelb-Rot genutzt.

### Partnerschaft
- Erzgebirgskreis in Deutschland

## Wirtschaft und Infrastruktur
Der Landkreis Emmendingen ist überwiegend durch den Dienstleistungssektor und das produzierende Gewerbe geprägt, das im vergangenen Jahrzehnt ein großes Beschäftigtenwachstum erfahren hat. Daneben ist die Landwirtschaft, insbesondere der Weinanbau mit den bekannten Weinorten Endingen, Malterdingen, Kenzingen und Sasbach, kulturell und landschaftlich prägend. Gerade der südöstliche Teil des Landkreises, erfährt durch die Nähe zur Großstadt Freiburg, eine starke Urbanisierung. 
Im Zukunftsatlas 2022 belegte der Landkreis Emmendingen Platz 70 von 400 Landkreisen, Kommunalverbänden und kreisfreien Städten in Deutschland und zählt damit zu den Regionen mit „Zukunftschancen“. In der Ausgabe von 2016 lag er noch auf Platz 121 von 402.

### Arbeitgeber
Die größten Arbeitgeber im Landkreis Emmendingen (nach Mitarbeiterzahl [Stand 2009]) sind:
- Sick AG, Werke in Waldkirch und Reute
- Landratsamt, Kreiskrankenhaus, Kreisseniorenzentrum
- Zentrum für Psychiatrie Emmendingen (ZfP)
- ebm-Papst Motoren, Herbolzheim
- Gütermann GmbH, Gutach
- August Faller KG, Waldkirch

### Verkehr

#### Bahn- und Busverkehr
Der ÖPNV wird durch den Regio-Verkehrsverbund Freiburg gewährleistet.
Der Landkreis Emmendingen wird von der bedeutenden Bahnstrecke Mannheim–Basel durchzogen, die zwischen Offenburg und Freiburg im Jahre 1845 durch die Badische Staatsbahn eröffnet worden ist.
Von ihr zweigen im Kreis zwei Nebenbahnen ab:
Seit 1875 in Denzlingen die Elztalbahn der Stadt Waldkirch, die erst 1901 durch die Badische Staatsbahn von Waldkirch bis Elzach weiter in das Tal hinaufgeführt wurde, und seit 1894 in Riegel die Kaiserstuhlbahn der Süddeutschen Eisenbahn-Gesellschaft nach Endingen, von der in Riegel Ort ein Zweig am Ostrand des Kaiserstuhls nach Gottenheim abgeht, während der andere von Endingen seit 1895 im Westen des Gebirges nach Breisach führt. Heute betreibt die Südwestdeutsche Verkehrs AG (SWEG) mit der Kaiserstuhlbahn und der Breisgau-S-Bahn zwei Drittel des Schienennetzes im Kreis.

#### Radverkehr
Durch den Landkreis Emmendingen verlaufen die folgenden Alltagsrouten aus dem Radnetz Baden-Württemberg:
- Von Lahr kommend über Herbolzheim, Kenzingen, Teningen (Stadtteil Köndringen) und Emmendingen an Denzlingen vorbei Richtung Freiburg.
- Von Elzach über Waldkirch an Denzlingen (Heidach) vorbei nach Freiburg. An dieser Route fehlt noch der Anschluss von Haslach im Kinzigtal kommend.
- Von Waldkirch über Sexau nach Emmendingen.

Für die Zukunft sollen die entsprechenden Radwege von Emmendingen bzw. Waldkirch zu einem Radschnellweg nach Freiburg, dem sogenannten RS 6, ausgebaut werden. Weiter ist der Ausbau zu einem Radschnellweg von Emmendingen nach Lahr über Teningen, Kenzingen und Herbolzheim angedacht.
Durch den Landkreis verlaufen die folgenden Landes-Radfernwege: 
- Der baden-württembergische Rheinradweg von Konstanz bis Mannheim ist Teil der rechtsrheinischen Variante des Rheinradwegs, der von der Quelle des Rheins am Oberalppass im Schweizer Kanton Graubünden bis zur Mündung bei Rotterdam führt. Von Breisach kommend verläuft er am Rhein bis Weisweil. Er überquert den Leopoldskanal, verläuft an Rheinhausen vorbei und danach wieder am Rhein entlang bis Meißenheim. Er ist als Eurovelo-Route 15 (Rheinradweg)[28] und als D-Route 8 (Rhein-Route)[29] ausgewiesen.
- Der Badische Weinradweg[30] führt von Grenzach-Wyhlen am Hochrhein nach Laudenbach im Norden Baden-Württembergs. Ab Schallstadt gibt es zwei Varianten: Am Tuniberg entlang nach Ihringen und über den Kaiserstuhl kommend nach Sasbach am Kaiserstuhl oder weiter am Rande des Rheintals über Freiburg kommend nach Emmendingen. Die Varianten treffen sich in Malterdingen wieder, danach führt die Route meist oberhalb des Rheintals weiter Richtung Kippenheim und nach Lahr.

Ab dem Jahr 2026 zur neuen Ausschreibungsrunde sollen sämtliche Kommunen des Landkreises Emmendingen die Möglichkeit erhalten, am Fahrradverleihsystem Frelo teilzunehmen, das bislang in Freiburg und den Umlandgemeinden besteht.

#### Fernstraßen
Durch das Kreisgebiet führt die Bundesautobahn 5 Basel–Karlsruhe und mehrere Bundesstraßen, darunter die B 3 Basel–Karlsruhe und die B 294 Freiburg–Haslach im Kinzigtal. Ferner erschließen mehrere Landes- und Kreisstraßen den Landkreis.

### Medien
Im Kreisgebiet erscheint die Badische Zeitung mit den Lokalausgaben Emmendingen und Waldkirch.

### Kreiseinrichtungen
Der Landkreis Emmendingen ist Träger folgender Beruflichen Schulen: Gewerbliche und Hauswirtschaftlich-sozialpflegerische Schulen Emmendingen, Kaufmännische Schulen Emmendingen und Berufliches Schulzentrum (Gewerbliche und Kaufmännische Schulen) Waldkirch. Gemeinsam mit dem Zentrum für Psychiatrie Emmendingen betreibt er die Schule für Gesundheits- und Krankenpflege im Landkreis Emmendingen.
Der Landkreis Emmendingen ist Träger des Kreiskrankenhauses Emmendingen sowie des Kreisseniorenzentrums mit betreuter Seniorenwohnanlage St. Maximilian Kolbe in Kenzingen. Beide Einrichtungen werden als Eigenbetrieb des Landkreises geführt.

## Kultur und Sehenswürdigkeiten
Durch den Landkreis führen die Badische Weinstraße und die Deutsche Uhrenstraße. Neben verschiedenen Heimatmuseen sind insbesondere das Jüdische Museum und das Deutsche Tagebucharchiv in Emmendingen von Bedeutung. Der Naturpark Südschwarzwald liegt teilweise auf Kreisgebiet.

## Gemeinden
(Einwohner am 31. Dezember 2024)
| Städte 1. Elzach (7515) 2. Emmendingen, Große Kreisstadt (29.502) 3. Endingen am Kaiserstuhl (10.381) 4. Herbolzheim (10.783) 5. Kenzingen (10.748) 6. Waldkirch, Große Kreisstadt (21.510) Weitere Gemeinden 1. Bahlingen am Kaiserstuhl (4538) 2. Biederbach (1751) 3. Denzlingen (13.720) 4. Forchheim (1409) 5. Freiamt (4243) 6. Gutach im Breisgau (4599) 7. Malterdingen (3467) 8. Reute (2986) 9. Rheinhausen im Breisgau (4333) 10. Riegel am Kaiserstuhl (4051) 11. Sasbach am Kaiserstuhl (3481) 12. Sexau (3568) 13. Simonswald (2936) 14. Teningen (11.884) 15. Vörstetten (3196) 16. Weisweil (2243) 17. Winden im Elztal (2893) 18. Wyhl am Kaiserstuhl (4050) | Vereinbarte Verwaltungsgemeinschaften bzw. Gemeindeverwaltungsverbände 1. Gemeindeverwaltungsverband Denzlingen-Vörstetten-Reute mit Sitz in Denzlingen; Mitgliedsgemeinden: Denzlingen, Reute und Vörstetten 2. Gemeindeverwaltungsverband Elzach mit Sitz in Elzach; Mitgliedsgemeinden: Stadt Elzach und Gemeinden Biederbach und Winden im Elztal 3. Vereinbarte Verwaltungsgemeinschaft der Stadt Emmendingen mit den Gemeinden Freiamt, Malterdingen, Sexau und Teningen 4. Gemeindeverwaltungsverband Kenzingen-Herbolzheim mit Sitz in Kenzingen; Mitgliedsgemeinden: Städte Herbolzheim und Kenzingen sowie Gemeinden Rheinhausen im Breisgau und Weisweil 5. Gemeindeverwaltungsverband „Nördlicher Kaiserstuhl“ mit Sitz in Endingen; Mitgliedsgemeinden: Stadt Endingen und Gemeinden Bahlingen, Forchheim/Kaiserstuhl, Riegel, Sasbach/Kaiserstuhl und Wyhl am Kaiserstuhl 6. Vereinbarte Verwaltungsgemeinschaft der Stadt Waldkirch mit den Gemeinden Gutach im Breisgau und Simonswald |

## Gemeinden vor der Kreisreform
Vor der Kreisreform 1973 bzw. vor der Gemeindereform gehörten zum Landkreis Emmendingen seit 1939 zunächst insgesamt 57 Gemeinden, darunter sechs Städte. Am 1. Januar 1964 wurde aus 9 Wohnplätzen der Gemeinde Prechtal die selbständige Gemeinde Oberprechtal gebildet. Somit hatte der Landkreis insgesamt 58 Gemeinden.
Am 7. März 1968 stellte der Landtag von Baden-Württemberg die Weichen für eine Gemeindereform. Mit dem Gesetz zur Stärkung der Verwaltungskraft kleinerer Gemeinden war es möglich, dass sich kleinere Gemeinden freiwillig zu größeren Gemeinden vereinigen konnten. Den Anfang im Landkreis Emmendingen machte die Gemeinden Altsimonswald, Haslachsimonswald und Untersimonswald, die sich am 1. April 1970 zur Gemeinde Simonswald vereinigten. In der Folgezeit reduzierte sich die Zahl der Gemeinden stetig. Nach der Kreisreform zum 1. Januar 1973, aus welcher der Landkreis Emmendingen zunächst ohne Grenzänderungen hervorging, kamen infolge von Eingliederungen in Gemeinden des Kreisgebietes noch drei Gemeinden des bisherigen Landkreises Freiburg (Kiechlinsbergen, Jechtingen und Leiselheim) zum Landkreis Emmendingen.
Die größte Gemeinde des Landkreises Emmendingen vor der Gemeindereform war die Kreisstadt Emmendingen. Die kleinste Gemeinde war Wildgutach.
Der alte Landkreis Emmendingen umfasste zuletzt eine Fläche von 666 km² und hatte bei der Volkszählung 1970 insgesamt 118.674 Einwohner.
In der folgenden Tabelle wird die Einwohnerentwicklung des Bezirksamts bzw. des alten Landkreises Emmendingen bis 1970 angegeben. Der Umfang des Bezirksamtes Emmendingen wurde mehrfach, insbesondere 1936, deutlich vergrößert.
| Datum | Einwohner | Quelle |
| ----- | --------- | ------ |
| 1814  | 17.066    | [ 33 ] |
| 1834  | 24.659    | [ 34 ] |
| 1852  | 25.976    | [ 35 ] |
| 1871  | 39.459    | [ 36 ] |
| 1890  | 46.495    | [ 37 ] |
| 1910  | 54.230    | [ 38 ] |

| Datum              | Einwohner | Quelle |
| ------------------ | --------- | ------ |
| 1925               | 059.785   | [ 39 ] |
| 1933               | 062.678   | [ 39 ] |
| 17. Mai 1939       | 080.938   | [ 40 ] |
| 13. September 1950 | 087.877   | [ 40 ] |
| 6. Juni 1961       | 102.345   | [ 40 ] |
| 27. Mai 1970       | 118.674   | [ 40 ] |

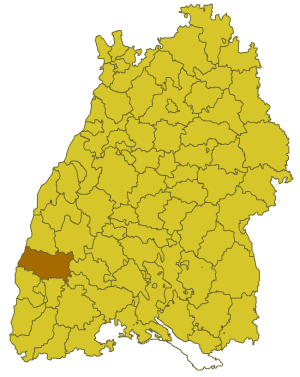
Landkreis Emmendingen vor der Kreisreform

Die folgende Tabelle enthält die Gemeinden des Landkreises Emmendingen vor der Gemeindereform. Alle Gemeinden gehören auch heute noch zum Landkreis Emmendingen. Aufgenommen sind auch die drei Gemeinden, die durch die Gemeindereform zum Kreis kamen.
| frühere Gemeinde   | heutige Gemeinde         | Einwohner 6. Juni 1961 | Einwohner 27. Mai 1970 | Art der Änderung ³ | Datum der Änderung |
| ------------------ | ------------------------ | ---------------------- | ---------------------- | ------------------ | ------------------ |
| Altsimonswald      | Simonswald               | 902                    | 955                    | Z A                | 1.4.1970           |
| Amoltern           | Endingen am Kaiserstuhl  | 333                    | 327                    | E                  | 1.12.1971          |
| Bahlingen          | Bahlingen am Kaiserstuhl | 2.664                  | 2850                   | U                  |                    |
| Biederbach         | Biederbach               | 1.432                  | 1473                   | U                  |                    |
| Bleibach           | Gutach im Breisgau       | 1.203                  | 1436                   | Z                  | 1.1.1974           |
| Bleichheim         | Herbolzheim              | 666                    | 613                    | E                  | 1.1.1974           |
| Bombach            | Kenzingen                | 417                    | 444                    | E                  | 1.12.1971          |
| Broggingen         | Herbolzheim              | 586                    | 599                    | E                  | 1.1.1975           |
| Buchholz           | Waldkirch                | 1.279                  | 1726                   | Z                  | 1.1.1975           |
| Denzlingen         | Denzlingen               | 4.099                  | 6458                   | U                  |                    |
| Elzach, Stadt      | Elzach                   | 2.379                  | 2584                   | A Z                | 1.1.1975           |
| Emmendingen, Stadt | Emmendingen              | 13.256                 | 16028                  | A                  |                    |
| Endingen, Stadt    | Endingen am Kaiserstuhl  | 3.700                  | 4008                   | A                  |                    |
| Forchheim          | Forchheim                | 1.094                  | 1079                   | U                  |                    |
| Freiamt            | Freiamt                  | 2.287                  | 2350                   | Z                  | 1.7.1971           |
| Gutach im Breisgau | Gutach im Breisgau       | 1.597                  | 1688                   | Z                  | 1.1.1974           |
| Haslachsimonswald  | Simonswald               | 297                    | 304                    | Z A                | 1.4.1970           |
| Hecklingen         | Kenzingen                | 725                    | 865                    | E                  | 1.1.1974           |
| Heimbach           | Teningen                 | 808                    | 844                    | E                  | 1.1.1975           |
| Herbolzheim, Stadt | Herbolzheim              | 4.715                  | 5048                   | A                  |                    |
| Jechtingen ²       | Sasbach am Kaiserstuhl   | 862                    | 890                    | E                  | 1.1.1975           |
| Katzenmoos         | Elzach                   | 322                    | 334                    | E                  | 1.1.1974           |
| Kenzingen, Stadt   | Kenzingen                | 4.715                  | 4785                   | A                  |                    |
| Kiechlinsbergen ²  | Endingen am Kaiserstuhl  | 809                    | 853                    | E                  | 1.1.1974           |
| Kollmarsreute      | Emmendingen              | 826                    | 1153                   | E                  | 1.8.1971           |
| Kollnau            | Waldkirch                | 4.496                  | 4687                   | Z                  | 1.1.1975           |
| Köndringen         | Teningen                 | 2.017                  | 2153                   | E                  | 1.1.1975           |
| Königschaffhausen  | Endingen am Kaiserstuhl  | 1.050                  | 1028                   | E                  | 1.1.1975           |
| Leiselheim ²       | Sasbach am Kaiserstuhl   | 356                    | 330                    | E                  | 1.4.1974           |
| Maleck             | Emmendingen              | 246                    | 360                    | E                  | 1.8.1971           |
| Malterdingen       | Malterdingen             | 2.006                  | 2195                   | U                  |                    |
| Mundingen          | Emmendingen              | 1.342                  | 1564                   | E                  | 1.1.1974           |
| Niederhausen       | Rheinhausen im Breisgau  | 989                    | 1119                   | Z                  | 1.5.1975           |
| Niederwinden       | Winden im Elztal         | 875                    | 999                    | Z                  | 1.1.1975           |
| Nimburg            | Teningen                 | 1.220                  | 1208                   | E                  | 1.1.1975           |
| Nordweil           | Kenzingen                | 660                    | 727                    | E                  | 1.12.1971          |
| Oberhausen         | Rheinhausen im Breisgau  | 1.791                  | 1993                   | Z                  | 1.5.1972           |
| Oberprechtal ¹     | Elzach                   | 807                    | 877                    | Z                  | 1.1.1975           |
| Obersimonswald     | Simonswald               | 677                    | 679                    | E                  | 1.1.1974           |
| Oberwinden         | Winden im Elztal         | 1.268                  | 1462                   | Z                  | 1.1.1975           |
| Ottoschwanden      | Freiamt                  | 1.581                  | 1638                   | Z                  | 1.7.1971           |
| Prechtal           | Elzach                   | 1.310                  | 1574                   | Z                  | 1.1.1975           |
| Reute              | Reute                    | 1.346                  | 1664                   | U                  |                    |
| Riegel             | Riegel am Kaiserstuhl    | 2.137                  | 2180                   | U                  |                    |
| Sasbach            | Sasbach am Kaiserstuhl   | 1.270                  | 1425                   | A                  |                    |
| Sexau              | Sexau                    | 1.915                  | 2103                   | U                  |                    |
| Siegelau           | Gutach im Breisgau       | 634                    | 632                    | Z                  | 1.1.1974           |
| Siensbach          | Waldkirch                | 461                    | 629                    | E                  | 1.1.1973           |
| Suggental          | Waldkirch                | 281                    | 351                    | E                  | 1.7.1971           |
| Teningen           | Teningen                 | 3.656                  | 5550                   | A                  |                    |
| Tutschfelden       | Herbolzheim              | 441                    | 503                    | E                  | 1.1.1975           |
| Untersimonswald    | Simonswald               | 653                    | 695                    | Z                  | 1.4.1970           |
| Vörstetten         | Vörstetten               | 1.160                  | 1396                   | U                  |                    |
| Wagenstadt         | Herbolzheim              | 698                    | 812                    | E                  | 1.1.1972           |
| Waldkirch, Stadt   | Waldkirch                | 8.630                  | 11172                  | A Z                | 1.1.1975           |
| Wasser             | Emmendingen              | 743                    | 1230                   | E                  | 1.1.1975           |
| Weisweil           | Weisweil                 | 1.504                  | 1492                   | U                  |                    |
| Wildgutach         | Simonswald               | 106                    | 99                     | E                  | 1.1.1974           |
| Windenreute        | Emmendingen              | 876                    | 1051                   | E                  | 1.8.1971           |
| Wyhl               | Wyhl am Kaiserstuhl      | 2.406                  | 2688                   | U                  |                    |
| Yach               | Elzach                   | 794                    | 830                    | E                  | 1.7.1974           |

¹ am 1. Januar 1964 neu gebildet

² vor der Gemeindereform zum Landkreis Freiburg gehörend

³ A = aufnehmende Gemeinde; E = Eingliederung; U = ungeänderte Gemeinde; Z = Zusammenschluss (Bildung neuer Gemeinde)
Drei Gemeinden gaben sich einen neuen, zuvor nicht verwendeten Gemeindenamen: Rheinhausen, Simonswald, Winden im Elztal. Doppelnamen sind im Kreis Emmendingen nicht in Verwendung, jedoch hatte das Gesetz beim Zusammenschluss von Buchholz, Kollnau und Waldkirch den Namen Waldkirch-Kollnau vorgesehen (per Vereinbarung geändert zu Waldkirch); vom Zusammenschluss am 1. Juli 1971 bis zum 15. August 1972 trug die heutige Gemeinde Freiamt den Namen Ottoschwanden-Freiamt.
Zwölf Gemeinden blieben bei der Gemeindereform in ihren Grenzen unverändert (in Tabelle oben: „U“).
Vor einer Gemeindezusammenlegung war eine Anhörung der betroffenen Einwohner durchzuführen. In der Dokumentation zur Gemeindereform fehlt eine vollständige Darstellung dieser Anhörungen. Einzelne Anhörungsergebnisse sind in der Begründung zum Entwurf der Gesetze zur Gemeindezusammenlegung vom 14./15. Februar 1974 enthalten. Für die Gemeinden im Landkreis Emmendingen sind dies:
| Gemeinde     | Beteiligung | Ablehnung |
| ------------ | ----------- | --------- |
| Prechtal     | 92 %        | 95 %      |
| Oberprechtal | 86 %        | 95 %      |
| Wasser       |             | 91 %      |
| Kollnau      | 81 %        | 93 %      |
| Buchholz     | 84 %        | 90 %      |

## Kfz-Kennzeichen
Am 1. Juli 1956 wurde dem Landkreis bei der Einführung der bis heute gültigen Kfz-Kennzeichen das Unterscheidungszeichen EM zugewiesen. Es wird durchgängig bis heute ausgegeben.